# Yağcıhüseyin, Kızılcahamam
Yağcıhüseyin là một xã thuộc huyện Kızılcahamam, tỉnh Ankara, Thổ Nhĩ Kỳ. Dân số thời điểm năm 2011 là 74 người.